# Stockoceros onusrosagris
Stockoceros onusrosagris — вымерший вид парнокопытных семейства вилороговые. Эндемик Северной Америки. Существовал в плейстоцене и раннем голоцене (1,8 млн лет — 11 700 лет назад). Известны с юго-запада Соединенных Штатов (Аризона и Нью-Мексико). Каждый из его рогов разделен у основания на два зубца примерно одинаковой длины.
Вид просуществовал до эпохи, когда палеоиндейцы достигли Северной Америки.
Одним из соавторов описания S. onusrosagris был Квентин Рузвельт II, внук Теодора Рузвельта; ему было 14 лет на момент открытия.